# Predné Meďodoly
Predné Meďodoly je údolí ve Vysokých Tatrách. Jde o severní větev Doliny Kežmarské Bielé vody. Protéká jimi Napájadlový potok. Napříč údolím vede zeleně značený turistický chodník k chatě Plesnivec a dále do Tatranské Kotliny nebo do Kežmarských Žľabů.